# Dieter Beirich
Dieter Beirich (* 11. August 1935 in Langenhennersdorf; † 16. April 2017 in Radebeul) war ein deutscher Maler und Grafiker.

## Leben und Werk
Beirich absolvierte die Volksschule in Pirna und besuchte einen Mal- und Zeichenzirkel der dortigen Volkshochschule. Von 1953 bis 1956 studierte er an der Arbeiter- und Bauernfakultät für Bildende Kunst an der Hochschule für Bildende Künste Dresden (HfBK), u. a. bei Otto Griebel, Gerhard Stengel und Franz Tippel, danach bis 1961 bei Erich Fraaß, Heinz Lohmar und Alfred Hesse an der HfBK. Seine Diplomarbeit war das Wandbild „Frieden und Freundschaft“.
Seit 1959 lebte Beirich in Radebeul, wo er nach Studienabschluss als freischaffender Maler und Grafiker tätig war. Wie viele andere Künstler erhielt Beirich Aufträge von Großbetrieben, u. a. von der Wismut AG. Dafür schuf er vor allem Arbeiterdarstellungen und Bilder von Aufbauszenen.
In Radebeul leitete Beirich ab 1962 auch einen Malzirkel. Zu seinen Schülern gehörten u. a. die späteren Maler Roland Gräfe (* 1943), Karen Koschnik (* 1979) und André Uhlig (* 1973).
Von 1967 bis 1970 hatte Beirich eine Aspirantur an der HfBK Dresden bei Gerhard Bondzin. Von 1970 bis 1981 war an der Pädagogischen Hochschule in Dresden Assistent und von 1981 bis 1991 Hochschullehrer in der Sektion Germanistik / Geschichte / Kunsterziehung.
Beirich war bis 1990 Mitglied des Verbands Bildender Künstler der DDR.
Nach seiner Pensionierung arbeitete Beirich in Radebeul wieder als freischaffender Maler. Er fuhr nun häufig in die Berge, wo er vor allem Bilder der Landschaft und von Baumgruppe malte.
2016 schenkte Beirich der Städtischen Kunstsammlung Radebeul eine bedeutende Anzahl seiner Arbeiten.

## Reflexionen
„Zu DDR-Zeiten war das Ziel wichtiger als der Weg. Da gab es diese Losung von Lenin „Die Kunst gehört dem Volke“. Ich erschrecke manchmal vor meinen eigenen Arbeiten aus dieser Zeit …
Ich war in den letzten Jahrzehnten viel in den Bergen. Auf der Höhe ist man frei. Es gibt Dinge, die sind religiös, obwohl ich nicht religiös bin. Ab 1980 hat mich der Zerfall der DDR sehr bewegt. Das Malen in der Natur war so etwas wie Flucht … Es gab eine Zeit, da wurden meine Bilder immer dunkler. Man fragte mich: Warum malst du so dunkle Bilder, der Sozialismus ist doch nicht so?! Ich sagte darauf, dass es mein innerer Zustand ist. Der Zerfall einer scheinbar idealen Gesellschaft fand auch in mir statt … Zu DDR-Zeiten hatte ich das Bedürfnis sowohl als Künstler als auch als Pädagoge zu arbeiten, was sich natürlich nicht immer miteinander vereinbaren ließ. Künstlerisch frei und unbeschwert arbeiten kann ich erst, seitdem ich Rentner bin.“

## Weitere Museen und öffentliche Sammlungen mit Werken Beirichs (unvollständig)
- Chemnitz: Kunstsammlung der Wismut GmbH
- Dresden: Sächsischer Kunstfonds[5]
- Zeitz: Museum Schloss Moritzburg[6]

## Werke (Auswahl)

### Tafelbilder
- Mädchen mit Sonnenblume (1961, Öl)[7]
- Chemiearbeiter (1963)[8]
- Kohlekumpels nach der Schicht (Mischtechnik; auf der Fünften Deutschen Kunstausstellung)[9]
- Wismutbrigadier M. Otto (Mischtechnik, Collage, 140 × 10 cm, 1966)[10]
- Winter an der Elbe bei Obervogelgesang (Öl; 1967; auf der VI. Deutschen Kunstausstellung)[11]
- Slowakische Bäuerin (Öl; auf der VIII. Kunstausstellung der DDR)[12]

### Buchillustration
- Ludwig Barth und Werner Jokubeit (Auswahl und Einleitung): . erglüht für seinen herrlichen Beruf. Aus den Schriften des Pädagogen Karl Friedrich Wilhelm Wander. Deutscher Verlag der Wissenschaften, Berlin, 1989; ISBN 3-326-00410-9 / ISBN 978-3-326-00410-5 (Minibuch)

### Schriften
- Eines Malers Erzählungen. A-Tonia-Verlag, Radebeul 2008, ISBN 978-3-9811241-2-5.

## Ausstellungen (unvollständig)

### Einzelausstellungen
- 1992 Ludwigsburg, Pädagogische Hochschule (Köpfe, Holzschnitte und Aquarelle)
- 2000 Radebeul, Stadtgalerie (Malerei und grafische Notizen)
- 2006 Dresden, Sächsische Landesärztekammer (mit Karen und Peter Graf, Hans Kutschke und Almut-Sophia Zeilonka)
- 2009/2010 Döbeln, Gut Gödelitz („Berge“)
- 2014 Radebeul, Stadtgalerie („Begegnung“; mit Karen Koschnick)
- 2017 Radebeul, Stadtgalerie („Neueste Schenkungen“; mit Horst Hille, Dieter Melde und Paul Wilhelm)
- 2019 Dresden, Galerie Kunst am Elbufer (mit Peter Muschter und Evelyn Sonntag)

### Teilnahme an zentralen und wichtigen regionalen Ausstellungen in der DDR
- 1962 bis 1978: Dresden, Fünfte Deutsche Kunstausstellung bis VIII. Kunstausstellung der DDR
- 1972: Cottbus, Bezirkskunstausstellung
- 1972 und 1974: Dresden, Bezirkskunstausstellungen